# Aquilegia formosa
Aquilegia formosa là một loài cây bản địa tây Bắc Mỹ, từ Alaska đến Baja California, về phía đông đến Montana và Wyoming.

## Hình ảnh

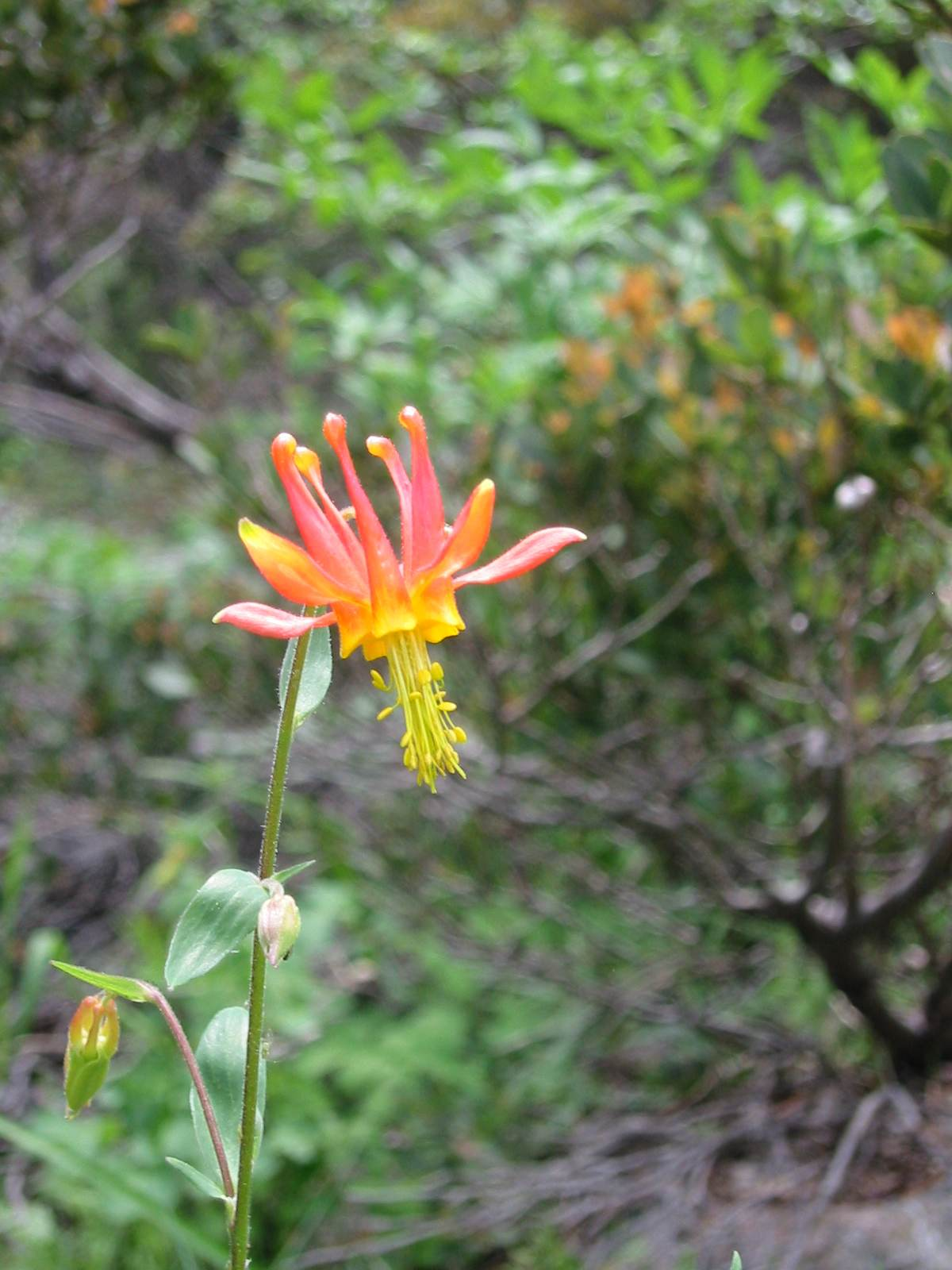
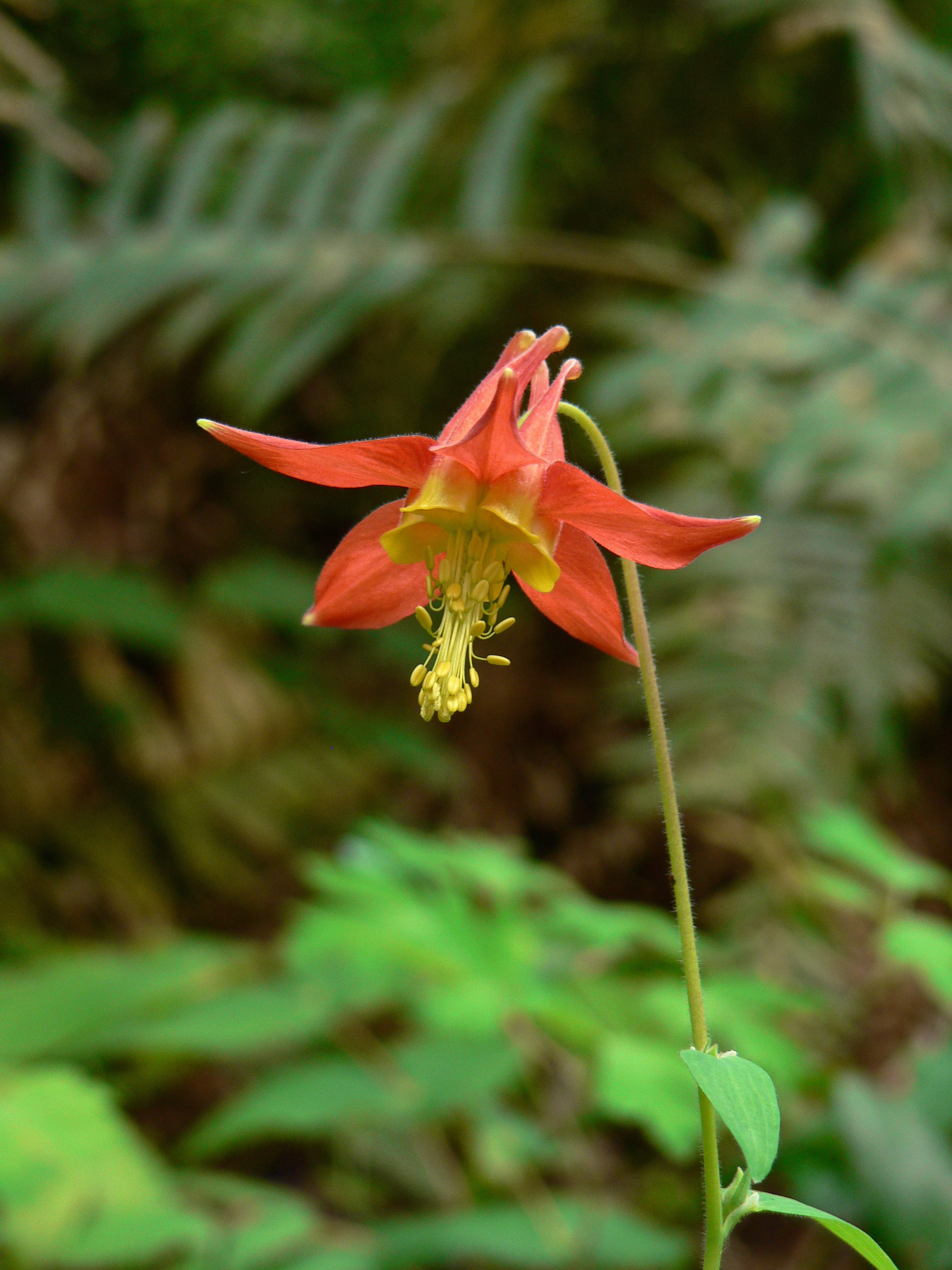
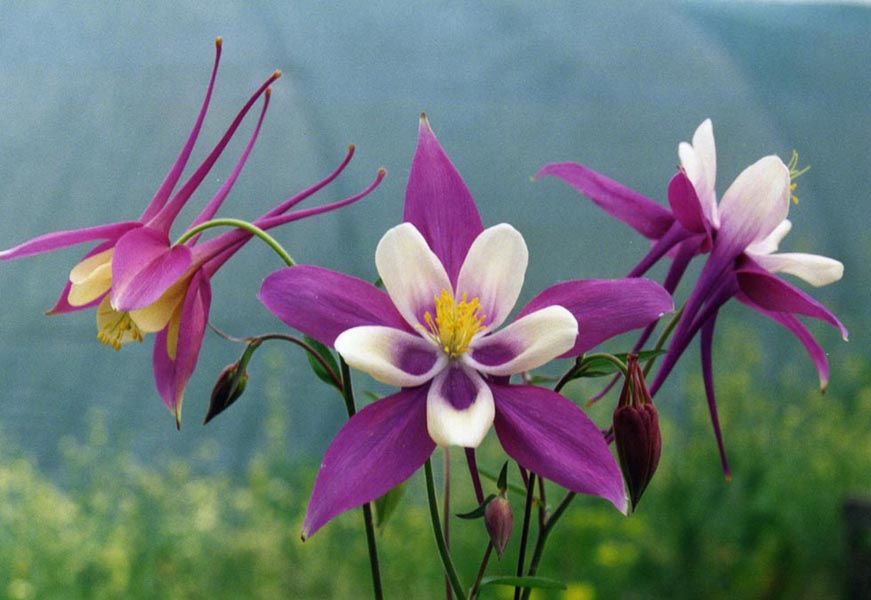